# Dr. Chance
A Dr. Chance (eredeti cím: Chance) 2016-ban bemutatott amerikai websorozat. A sorozat alkotója Alexandra Cunningham és Kem Nunn, a főszereplője pedig Hugh Laurie.

## Tartalom
Dr. Chance pszichiáterként dolgozik, a magánéletben pedig mindent elkövet, hogy a családja békésen tudjon élni. A munkája során érdekes és ijesztő emberekkel is találkozik, akiknek próbál segíteni, de ez nem mindig jön össze. Azonban most leragadt az egyik betegénél, akit Jaclyn Blackstone-nak hívnak. Jaclyn képtelen normális életet élni, mert személyiséghasadása van, és a párja is folyton veri őt, ezért Dr. Chance a szokottnál is többször gondol rá, sőt, tulajdonképpen nem is tudja kiverni őt a fejéből. Azonban Jaclyn párja rendőr, ezért Chance nem mer radikálisan beavatkozni Jaclyn életébe, csak a határokat feszegeti. Ám az egyik nap találkozik a különc D-vel, aki felajánlja a segítségét az üggyel kapcsolatban.

## Szereplők
- Hugh Laurie – Dr. Chance
- Ethan Suplee – D
- Greta Lee – Lucy
- Gretchen Mol – Jaclyn Blackstone
- Stefania LaVie Owen – Nicole Chance
- LisaGay Hamilton – Suzanne Silver
- Paul Adelstein – Raymond Blackstone
- Clarke Peters – Carl
- Diane Farr – Christina
- Ginger Gonzaga – Lorena

## Epizódok
| Évad | Évad | Részek száma | Részek száma | Eredeti sugárzás  | Eredeti sugárzás   | Eredeti adó | Magyar sugárzás  | Magyar sugárzás   | Magyar adó |
| Évad | Évad | Részek száma | Részek száma | Évadbemutató      | Évadzáró           | Eredeti adó | Évadbemutató     | Évadzáró          | Magyar adó |
| ---- | ---- | ------------ | ------------ | ----------------- | ------------------ | ----------- | ---------------- | ----------------- | ---------- |
|      | 1.   | 10           | 10           | 2016. október 19. | 2016. december 14. | Hulu        | 2017. március 9. | 2017. május 11.   | Fox        |
|      | 2.   | 10           | 10           | 2017. október 11. | 2017. november 29. | Hulu        | 2018. január 18. | 2018. március 22. | Fox        |

### 1. évad (2016)
| Sor. | Év. | Cím                                                                 | Rendező          | Író                             | Premier                             |
| ---- | --- | ------------------------------------------------------------------- | ---------------- | ------------------------------- | ----------------------------------- |
| 1.   | 1.  | Az élet áldozatai (The Summer of Love)                              | Lenny Abrahamson | Alexandra Cunningham , Kem Nunn | 2016.október 19. 2017.március 9.    |
| 2.   | 2.  | Kiválasztási axióma (The Axiom of Choice)                           | Lenny Abrahamson | Alexandra Cunningham            | 2016.október 19. 2017.március 16.   |
| 3.   | 3.  | Küldő és fogadó (Hiring It Done)                                    | Michael Lehmann  | Kem Nunn                        | 2016.október 26. 2017.március 23.   |
| 4.   | 4.  | A jó és a rossz (The Mad Doctor)                                    | Carl Franklin    | Peter Elkoff                    | 2016.november 2. 2017.március 30.   |
| 5.   | 5.  | Biztos pont a változó világban (A Still Point in the Turning World) | Roxann Dawson    | Victoria Morrow                 | 2016.november 9. 2017.április 6.    |
| 6.   | 6.  | A kitartó láng (The Unflinching Spark)                              | Daniel Attias    | Sara Gran                       | 2016. november 16. 2017.április 13. |
| 7.   | 7.  | Rejtett képességek (Unlocking Your Hidden Powers)                   | Michael Lehmann  | Alexandra Cunningham , Kem Nunn | 2016.november 23. 2017.április 20.  |
| 8.   | 8.  | A tér és az idő háza (The House of Space and Time)                  | Andrew Bernstein | Peter Elkoff , Victoria Morrow  | 2016.november 30. 2017.április 27.  |
| 9.   | 9.  | A kivégző (Camera Obscura)                                          | Dan Attias       | Sara Gran , Pete Begler         | 2016. december 7. 2017.május 4.     |
| 10.  | 10. | Áramlás (Fluid Management)                                          | Michael Lehmann  | Alexandra Cunningham , Kem Nunn | 2016.december 14. 2017.május 11.    |

### 2. évad (2017)
| Sor. | Év. | Cím                                                                 | Rendező          | Író                               | Premier                              |
| ---- | --- | ------------------------------------------------------------------- | ---------------- | --------------------------------- | ------------------------------------ |
| 11.  | 1.  | Többsoros rendszer (Multitiaxal System)                             | Jonas Pate       | Alexandra Cunningham , Kem Nunn   | 2017. október 11. 2018. január 18.   |
| 12.  | 2.  | Egy nagyon különös hagyma (A Very Special Onion)                    | Roxann Dawson    | Peter Elkoff                      | 2017. október 11. 2018. január 25.   |
| 13.  | 3.  | Sajátos példabeszéd (The Flitcraft Parable)                         | Carl Franklin    | Alyson Evans , Steve Kornacki     | 2017. október 11. 2018. február 1.   |
| 14.  | 4.  | Alkalmazkodás (The Coping Mechanism)                                | Nelson McCormick | Dave Flebotte                     | 2017. október 18. 2018. február 8.   |
| 15.  | 5.  | Shakespeare nyomdokain (The Collected Works of William Shakespeare) | Jonas Pate       | Andrew Gettens , Lauren Mackenzie | 2017. október 25. 2018. február 15.  |
| 16.  | 6.  | Agyagba rejtett kincsek (Treasures in Jars of Clay)                 | Daniel Attias    | Ryan Parrott                      | 2017. november 1. 2018. február 22.  |
| 17.  | 7.  | Ki szerint normális? (Define Normal)                                | Nelson McCormick | Peter Elkoff                      | 2017. november 8. 2018. március 1.   |
| 18.  | 8.  | Gyerek, őrült, vadállat (An Infant, A Brute or a Wild Beast)        | Andrew Bernstein | Steve Kornacki , Alyson Evans     | 2017. november 15. 2018. március 8.  |
| 19.  | 9.  | Közös őrület (A Madness of Two)                                     | Jonas Pate       | Kem Nunn                          | 2017. november 22. 2018. március 15. |
| 20.  | 10. | Ne menekülj! (Especially If You Run Away)                           | Nelson McCormick | Alexandra Cunningham , Kem Nunn   | 2017. november 29. 2018. március 22. |